# مسارات فلسطين
مسارات فلسطين هي برامج ونشاطات سياحية ثقافية بيئية تهدف لتسليط الضوء على المواقع السياحية الغير معروفة والتي تقع خارج البرنامج السياحي التقليدي بهدف تحقيق تنمية سياحية مستدامة في تلك المناطق والتعريف بالتراث الطبيعي والثقافي والإجتماعي في المدن والقرى والبادية والمخيمات الفلسطينية. ولإن فلسطين تتميز بتنوع مناخها، فهي تتبع لإقليم البحر الأبيض المتوسط. فتتميز بالمناخ المداري والصحراوي وشبه الصحراوي والذي انعكس بدوره على التنوع الطبيعي والثقافي والإجتماعي عبر العصور، مما جعل توجه العديد من المؤسسات الحكومية والأهلية إلى تنظيم مسارات متنوعة.

## المسارات التاريخية
تنقسم المسارات التاريخية في فلسطين على النحو التالي:
- المسار التراثي: هو طريق ثقافي طويل المسافة. يبلغ طول المسار 330 كيلومتراً، ويمتد من قرية رمانة شمال غرب جنين إلى بيت مرسم جنوب غرب الحرم الإبراهيمي في الخليل. يمر الدّرب عبر 53 مدينة وقرية حيث يمكن للمتجوّلين والمشاة تجربة الضيافة الفلسطينية الأصيلة. مسار فلسطين التراثي هو وسيلة للإلتقاء وخلق علاقات مع الفلسطينيين والمتجولين من جميع أنحاء العالم.
- المسارات الصوفية: هي شبكة من الأضرحة الصوفية والمقامات الدينية والمعالم التراثية والقرى والخرب المهجرة والمواقع المخفية في جبال شمال رام الله وعلى قمم التلال والقرى.[4]
- مسار الميلاد: هو مسار مرتبط بكنيسة المهد مكان ولادة السيد المسيح، وتظهر هذه القيمة في الترابط الزمني والمكاني للكنيسة ومسار الحجاج وهو الطريق الذي كان يربط القدس بالمدخل التقليدي لبيت لحم وبكنيسة المهد، والسيرعلى نفس الطريق التي سلكها يوسف النجار ومريم العذراء من الناصرة إلى بيت لحم قبل أن يولد المسيح. يمتد هذا المسار لمدة 12 يوماً بهدف تحقيق الحوار والإنفتاح والتفاعل بين المجتمع المحلي والزوار من كافة الجنسيات.[5]

## المسارات السياحية
من المسارات السياحية المعروفة في فلسطين:
- مسار وادي قانا، ينطلق المسار من وسط بلدة ديرستيا حيث يتجول السائح في أرجاء البلدة القديمة التي تعود للعصرِ البيزنطي، ثم يتجه نحو وادي قانا الذي يبعد عن البلدة حوالي 7 كم.[11][12]

- مسار (الخرق أو المسعودية) ينطلق هذا المسار من خرق بلعا وهو نقطة إلتقاء ثلاث محافظات، وهي نابلس، جنين، وطولكرم. هذا الخرق أو "النفق" حُفر في الفترة العثمانية بطول يصل إلى 400 متر، وكان جزءًا من مشروع سكة الحديد في بداية القرن العشرين، وهوعبارة عن خرق تمر فيه سكة الحديد، وعلى جانبيه يميناً وشمالاً. ويلتقي مسار الخرق مع منطقة المسعودية الواقعة بين قريتي سبسطية وبرقة، وقد أصبح الخرق معلماً أثرياً، وقد استخدمت تركيا هذا المشروع في تسيير قوافل الحج ونقل البضائع والمسافرين. ويعود تاريخ منطقة المسعودية إلى عام 1908، حيث تبرعت عائلة آل مسعود بقطعة أرض تبلغ مساحتها 38 دونماً إلى شركة الحجاز للسكك الحديدية لإقامة محطة قطار هناك، وباتت المنطقة محطة رئيسية للسكك الحديدية الحجازية التي تربِط مدينة حيفا والأردن وبلاد الحجاز. وقد تحولت المنطقة بعد حرب عام 1967 إلى ثكنة عسكرية لجيش الإحتلال لفترة دامت 5 سنوات لإحتلال السكة الحديدية وإخفاء معالم المنطقة، وما زالت المنطقة تقع تحت السيطرة الإحتلال الإسرائيلي.[13]

- مسارات سبسطية يبدأ المسار السياحي الرئيسي من البلدة القديمة، وعند الوصول إلى الساحة العامّة الرومانية، تبدأ مسارات أخرى داخل المواقع الأثرية التاريخية في البلدة، وتعود إلى فترات من العصرِ الحجري والبيزنطي والروماني. وينتهي المسار في البوابة الغربية من جدارِ المدينة الرومانية، وتتصل المسارات السياحية عند نهايتها بمسار جديد للمشي الطويل ومسار للدراجات، يتجهان إلى محيط بلدة سبسطية.[14]

- مسار بتير، يبلغُ طولُ المسار 5 كيلو متر، ويستغرقُ نحو 4 ساعات، ينطلقُ من شرقِ قريةِ بتير وصولًا إلى منطقةِ المخرور في بَيت جالا وصولاً إلى سكةِ الحديد، والآثارِ الرومانية، والكهوف التي تعتبرُ من الكنوزِ الأثرية والتاريخية.[15]

- مسار محمية النبي غيث، يبدأُ من وسطِ قريةِ ديرعمّار، وصولًا إلى مقامِ النبي غيث، الواقع على قمةِ الجبل الذي يحملُ اسمَه. ويطلُ المقامُ على ينابيع جنتا، ويمكنُ لمحبي رياضةِ المشي الهبوطَ للوادي في رحلةٍ ممتعة.[16]

- مسار ينابيع الأسيرة، في قرية بيتللو حيثُ يوجدُ مقامٌ إسلاميٌ قديمٌ سُمي بهذا الاسم لأن امرأةً سُجنت فيه. ويوجدُ حوله عددٌ من الينابيعِ الجميلة.

- مسار النبي عنبر وينابيعه، يبدأُ المسارُ من قريةِ ديرعمار إلى مقامِ النبي عنبر، وهو مقام إسلامي قديم فيه محرابان، يقعُ بمحاذاة مدينة أثرية، ويمكن الدخول إلى سراديبِها. وتمتدُ الرحلة إلى إحدى عشرةَ عينِ ماء نقية.[17]

- مسار وادي الزرقا (جنتا)، الذي يمتدُ من عين مكرالسود مروراً بخربةِ الغزال إلى مدخل وادي الزرقاء من مدخل بيتللو الشمالي.[18]

- مسار الرشايدة وهو مسارٌ يبدأُ من منطقة عرب الرشايدة جنوب بَيت لحم ويمتدُ عبر الجبال الصحراوية إلى مطلِ البحرِ الميت، وهو مسارٌ سهل مسافتُه نحو 9 كم.[19]

- مسار وادي الدرجة، ويبدأُ من منطقةِ جنوب شرق بَيتَ لحم وحتى البحرِ الميت، وهو من أصعبِ المسارات لما يحوي من صعود وهبوط في أودية وصخورٍ صعبة، وسباحة، وتسلقٍ بالحبال، وتصلُ مسافةُ هذا المسار إلى 8 كم.[20]

- مسار محمية أم التوت، الذي يبدأ بالقربِ من الجامعةِ العربية الأمريكية مروراً بمحميةِ أم التوت ومن ثم باتجاهِ غابةِ أم النصرالتي تضمُ الأشجارَ الحرجية والأماكنَ الأثرية، وحتى سهلِ مرجِ ابن عامر.[21]

- مسار برقين، يبدأ هذا المسار من قريةِ برقين في محافظةِ جنين، ويمرُ بكنيسة برقين رابعِ أقدم كنيسة في العالم، مروراً بسهل مرج ابن عامر، وسهل صانور، وبلدة عرابة، وهو مسارٌ متوسطُ الصعوبة على مسافةِ 15 كم، وهو جزءٌ من المسارِ الشهير "مسار إبراهيم الخليل".[22]

- مسار وادي القلط، هو مسارٌ طويل، يبدأُ من السفوحِ الشرقية لجبالِ القدس، وتحديداً عند عينِ الفوار نزولاً برفقة المياه الجارية والطبيعةِ الخلابة والكهوفِ الأثرية في أعالي الجبال حتى دير القلط الأثري، وهو مسارٌ متوسطٌ إلى صعب، ومسافتُه تصلُ إلى 18 كم.[23]

- مسار سوسنة فقوعه، يبدأُ هذا المسار من قريةِ جلبون حتى قريةِ فقوعة التي تضمُ السوسنة والتي أصبحت الزهرةَ الوطنيةَ لفلسطين، وهو مسارٌ سهلٌ على مسافة 5 كم .[24]
- مسار عين سامية، يبدأ من شرق قرية كفرمالك مرورً ببلدة الطيبة وديرجرير، وصولاً إلى عين العوجا قرب أريحا. وتبلغ مسافة المسار 10كم.

## أهداف المسارات
تسعى المؤسسات الحكومية والسياحية والبيئية من خلال الترويج للمسارات لتحقيق أهداف منها:
- تسليط الضوءِ على التراث القديم والمحافظة عليها من خلال الترميم.
- خلق تنمية إقتصادية ريفية مستدامة من خلال بيوت الضيافة وتسويق المنتجات الريفية،
- العمل على تعزيز الرواية الفلسطينية في المسارات البيئية وعدم الأخذ بالدراسات الإستشراقية.
- نشر الوعي البيئي بين أفراد المجتمع وتغييرِ سلوكياته لصالح السياحة البيئية، وحثهم على الحفاظ على المواقع الأثرية والمقامات الدينية.
- تثبيت الوجود الفلسطيني في المنطقة في ظل التوسع الإستيطاني، وبالتالي تعميق ارتباط الإنسان الفلسطيني بالأرض.
- توعية المجتمع المحلي بأهمية المقامات الصوفية والدينية والأديِرة والآثارِ الرومانية والخِرب البيزنطية ومعاصرِ العنب القديمة
- تعزيز قيمة العمل التطوعي والإسهام في نشرِ الوعي وتطويرِ الفنون الفوتوغرافية من خلال نشرِ ثقافة الصورة وتشجيع الهواة.

## معيقات بسبب الإحتلال الإسرائيلي
يعد الإحتلال الإسرائيلي من أهم المعيقات للسياحة والتنقل داخل محافظات فلسطين حيث قام بعزل مدينة القدس وبناء المستوطنات، وشق جدارالضم العنصري، والطرق الإلتفافية الإستيطانية، وسرقت الكثيرمن الآثار والكنوز الفلسطينية، ونقلَتها إلى المناطق الفلسطينية المحتلة عام 1948، ما أدّى إلى تدميرِ العديد من المواقع والأماكنِ الأثرية والطبيعية. والحواجز العسكرية الإسرائيلية المقامة بين المحافظات تقيد الحركة السياحية.